# Stemma della Lettonia
Lo stemma della Repubblica di Lettonia, disegnato da Vilhelms Krūmiņš e Rihards Zariņš, è stato adottato ufficialmente il 16 giugno 1921, dopo la proclamazione dell'indipendenza della Lettonia il 18 novembre 1918.
Dopo l'invasione sovietica del 1940, lo stemma fu abolito e sostituito da quello della Repubblica Socialista Sovietica Lettone, che rimase in vigore fino al 1990 quando, con la dissoluzione della repubblica sovietica, venne ripristinato l'emblema del 1921. 
Lo stemma raccoglie i simboli dei quartieri storici lettoni. Il sole, nella parte superiore, simboleggia la statualità della Lettonia. Le tre stelle in cima allo stemma rappresentano i quartieri storici del Regno di Lettonia: Vidzeme, Latgale e, combinate insieme, Curlandia-Semigallia. Il leone rosso nella parte sinistra dello stemma rappresenta Curlandia e Semigallia, mentre il grifone d'argento nella parte destra rappresenta Vidzeme e Latgale.